# Tune Herred

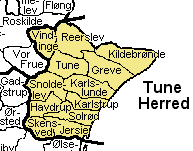
Tune Herred

Tune Herred was tussen 1793 en 1808 een herred in het voormalige Roskilde Amt in Denemarken. Na de samenvoeging van Roskilde Amt met Kopenhagen Amt was Tune deel van het amtsraadskreds Roskilde. Het gebied werd in 1970 van het toen opnieuw opgerichte Roskilde Amt.

## Parochies
De herred omvatte oorspronkelijk 12 parochies. Karslunde Strand en Mosede zijn later zelfstandige parochies geworden.
- Greve
- Havdrup
- Jersie
- Karlslunde
- Karlslunde Strand (niet op de kaart)
- Karlstrup
- Kildebrønde (sinds 2014 Hundige-Kildebrønde)
- Kirke Skensved
- Mosede (niet op de kaart)
- Reerslev
- Snoldelev
- Solrød
- Tune
- Vindinge